# Mainz
Mainz ou Mogúncia (em alemão:  Mainz, em latim: Mogontiacum, em francês:  Mayence) é uma cidade da Alemanha, capital do estado federal de Renânia-Palatinado. Mainz é uma cidade independente (kreisfreie Stadt) ou distrito urbano (Stadtkreis), ou seja, possui estatuto de distrito (Kreis).

## Geografia
Mainz situa-se na margem esquerda do Reno, frente à confluência com o Meno. População (2023): 223 318 (adicionalmente 18 619 pessoas mantêm uma residência principal noutros sítios mas têm uma segunda casa em Mainz). Com a redivisão dos estados alemães após a Segunda Guerra Mundial, Mainz perdeu os bairros localizados na margem direita do rio Reno, Kastel, Kostheim e Amöneburg, que passaram à administração da cidade de Wiesbaden, atual capital de Hesse, além dos bairros ao sul do rio Meno, Bischofsheim, Ginsheim e Gustavsburg, que passaram a fazer parte do distrito de Groß-Gerau. Até hoje, a cidade de Mainz e os próprios habitantes dos bairros do AKK (Amöneburg, Kastel, Kostheim) reivindicam que eles sejam devolvidos.

### Clima
Mainz apresenta um clima temperado oceânico (Classificação climática de Köppen-Geiger: Cfb) com verões mornos, invernos brandos e chuvas bem distribuídas ao longo do ano. A cidade é uma das mais quentes da Alemanha.

## História
No século I, a cidade de Mogoncíaco (em latim: Mogontiacum) foi ocupada pelo Império Romano, depois de batalhas com os povos germânicos residentes no local, sendo a capital da província romana da Germânia Superior. As construções romanas, como fortificações, aquedutos e obras de engenharia, estão preservadas até hoje. Naquela época a cidade era a base da Legio I Adiutrix e da Legio XXII Primigenia.
No final do século XV, Johannes Gutenberg, que tinha sua oficina em Mainz, inventou a imprensa de tipos móveis, sendo a Bíblia o primeiro livro impresso. A 24 de agosto de 1348, os cerca de 3 mil judeus da cidade foram massacrados após uma batalha campal de vários dias, acusados de serem a causa da Peste Negra que grassava no Palatinado. A Catedral de Mainz (ou Catedral de São Martim) é um dos expoentes da arquitetura românica na Europa e data do século X. O arcebispo de Mainz era um dos príncipes-eleitores do Sacro Império Romano-Germânico.

## Cultura

### Esporte
Mainz é a sede do clube de futebol 1. FSV Mainz 05, participante da 1ª Divisão da Bundesliga.

## Infra-estrutura

### Transporte
Mainz é facilmente acessível do Aeroporto Internacional de Frankfurt por comboio suburbano (S-Bahn).

### Educação
A instituição de ensino mais importante é a Universidade de Mainz (Johannes-Gutenberg-Universität) fundada em 1477. A universidade oferece cursos de graduação, pós-graduação e de especialização.

### Comunicação
Mainz é a sede da rede de televisão ZDF (Zweites Deutsches Fernsehen). O canal ZDF é público, ou seja, é um canal de televisão sem fins lucrativos.

## Cidadãos notáveis
- Johannes Fust (cerca de 1400 - 1466), ourives e editor
- Johannes Gutenberg (cerca de 1400 - 1468), inventor e tipógrafo
- Joseph Karl Stieler (1781 - 1858), pintor
- Franz Bopp (1791 - 1867), linguista
- Rudolf Rocker (1873 - 1958), escritor e orador anarquista
- Friedrich Kellner (1885-1970), inspetor de justiça e autor
- Anna Seghers (1900 -1983), escritora
- Jochen Rindt (1942 -1970), automobilista (austríaco)
- Franco Foda (1966 - ), ex-futebolista e treinador
- Matthias Koeberlin (1974- ), ator
- Sandro Foda (1989 -), futebolista

## Geminações
- Watford no Reino Unido (1956)
- Dijon na França (1957)
- Longchamp na França (1966) com Mainz-Laubenheim
- Zagreb na Croácia (1967)
- Rodengo-Rodeneck, Tirol do Sul na Itália (1977) com Mainz-Finthen
- Valencia na Espanha (1978)
- Bacu no Azerbaijão (1984)
- Haifa em Israel (1987)
- Erfurt no estado federal (Turíngia) (1988)
- Louisville, Kentucky nos Estados Unidos (1994)